# Full Moon (album Brandy)
Full Moon è un album in studio di Brandy, pubblicato per la Atlantic Records nel 2002.

## Tracce
1. B Rocka Intro (1:19)
2. Full Moon (Mike City) (4:08)
3. I Thought (LaShawn Daniels, Fred Jenkins III, Rodney Jerkins) (4:29)
4. When You Touch Me (Rodney Jerkins, Nora Payne, Kenisha Pratt, Robert Smith) (5:42)
5. Like This (Brandy Norwood, LaShawn Daniels, Fred Jenkins III, Rodney Jerkins) (4:32)
6. All In Me (LaShawn Daniels, Fred Jenkins III, Rodney Jerkins) (4:00)
7. Apart (Keith Crouch, Kenisha Pratt) (4:27)
8. Can We (Alexander Greggs, Rodney Jerkins, LaShawn, Daniels) (4:43)
9. What About Us? (LaShawn Daniels, Rodney Jerkins, Brandy Norwood, Nora Payne, Kenisha Pratt) (4:10)
10. Anybody (Brandy Norwood, LaShawn Daniels, Fred Jenkins III, Rodney Jerkins, Kenisha Pratt) (4:55)
11. Nothing (LaShawn Daniels, Fred Jenkins III, Kenisha Pratt)(4:48)
12. It's Not Worth It (Brandy Norwood, LaShawn Daniels, Fred Jenkins III, Rodney Jerkins) (4:23)
13. He Is (Brandy Norwood, Warryn Campbell, Harold Lilly) (4:21)
14. Come A Little Closer (Stuart Brawley, Jason Derlatka) (4:32)
15. Love Wouldn't Count Me Out (Brandy Norwood, LaShawn Daniels, Fred Jenkins III, S. Johnson) (4:19)
16. Wow (LaShawn Daniels, Nora Payne, Kenisha Pratt, Robert Smith)  (4:12)

Bonus Tracks
1. Another Day In Paradise (featuring Ray J) (Phil Collins, Hugh Padgham) (4:32) (Europa/Ozeania/Giappone)
2. I Wanna Fall In Love (Cordes, Attrell Stephen) (Giappone)
3. Full Moon (Cutfather & Joe Remix) (Mike City) (Giappone)
4. Die With Out You (featuring Ray J) (Stati Uniti)